# Wąwóz Chobar
Wąwóz Chobar – nieduży, wąski i płytki wąwóz w Nepalu, powstały w miejscu, w którym rzeka Bagmati przecina wzgórze Chobar. W dole rzeki znajduje się świątynia Jal Binayah Mandir.

## Legenda powstania
Według newarskiej legendy bodhisattwa Manjushri swoim mieczem rozciął górę nad brzegiem jeziora, które przed wiekami zajmowało Dolinę Katmandu i utworzył przełęcz Chobar. Przez tę przełęcz wypłynęły wody jeziora wraz z wężami króla Kartotaka, a on sam wciąż żyje w jeziorze Taudha.